# Papa Bento VIII
Papa Bento VIII (Túsculo, 980 – Roma, 9 de abril de 1024) reinou como o 143º Bispo de Roma de 18 de maio de 1012 até sua morte. Era descendente de Alberico I, conde de Túsculo que teve importante participação na eleição do Papa João X.
Frente às dificuldades para eleger-se, pediu ajuda a Henrique II, que se fez coroar em Roma. Conseguiu afastar de Roma o inoportuno Crescêncio. Derrotou os sarracenos que estavam atacando o litoral da Itália.
Tornou obrigatório o celibato dos padres. Tentou controlar, através de leis, a simonia e o dolo.[carece de fontes?]